# Fehér Oroszlán-rend
A Fehér Oroszlán-rend (csehül Řád Bílého lva) Csehország legmagasabb állami kitüntetése, amit a köztársasági elnök adományoz az ország számára különleges szolgálatot nyújtott cseh állampolgároknak és külföldi személyeknek.

## Története

### 1922–1961

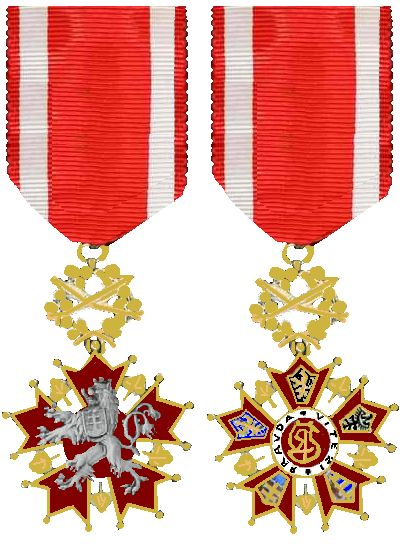
1936-os kitüntetés

A kitüntetést 1922-ben hozták létre olyan külföldi polgárok számára, akik nagy szolgálatot tettek Csehszlovákiának. Ekkor öt fokozata és két, katonai (keresztbe tett kardokkal az ezüstből és aranyból készült jelvény fölött) és polgári (keresztbe tett pálmaágakkal a jelvény fölött) osztálya létezett. A kitüntetettek számát korlátozták de a későbbiekben a korlát változott. Az alapszabályon 1924-ben, 1930-ban és 1936-ban is változtattak.
A rendjel egy ötágú, vörösre zománcozott csillag volt, amelynek háromcsúcsú ágainak végét kis aranygyöngyök díszítették. Az ágak között aranylevelek találhatóak. A csillag közepére a nemzeti címert, az ágaskodó, kétfarkú, fehér oroszlánt helyezték. A hátoldalt szintén vörösre zománcozták, a csillag ágain Csehszlovákia régióinak (Csehország, Morvaország, Szilézia, Szlovákia és Kárpát-Ruténia) címerét helyezték el. A hátoldal közepén a ČSR betűk (Československá republika, Csehszlovák Köztársaság), körülötte pedig a rend jelmondata: PRAVDA VÍTĚZÍ (az igazság diadalmaskodik) olvasható.
A kitüntetés fokozatai a következők voltak:
- I. fokozat aranylánccal, csak államfők kaphatták
- I. fokozat, nagykereszt, a kitüntetettek száma maximum 250 lehetett
- II. fokozat, főtiszt, maximum 400 fő
- III. fokozat, parancsnok, maximum 900 fő
- IV. fokozat, tiszt, maximum 1500 fő, a rendjel kisebb mint a II/III fokozatnál
- V. fokozat, lovag, maximum 3000 fő, a rendjel ezüstből készült

A második világháború után a Fehér Oroszlán-rendet főleg olyan katonáknak osztották, akik segítettek felszabadítani Csehszlovákiát a német megszállás alól. A szövetséges haderők főtisztjei nagy számban kapták meg a kitüntetést.

### 1961–1992
Miután 1960-ban az ország neve Csehszlovák Szocialista Köztársaságra változott és a címer is kisebb változáson ment át, a kitüntetést is ennek megfelelően áttervezték. Átírták a szabályzatot, a fokozatok számát háromra csökkentették. A láncot továbbra is csak baráti országok államfői kaphatták.
- I. fokozat – rendjel és szalag csillaggal
- II. fokozat – nyakban viselendő rendjel és a mellkas jobb felén hordandó csillag
- III. fokozat - nyakban viselendő rendjel

A kitüntetés Csehszlovákia 1993. január 1-i felbomlásával megszűnt.

### 1994 óta
1994 július 7-én a Fehér Oroszlán-rendet újraalapították, ezúttal mint a Cseh Köztársaság legmagasabb állami kitüntetését, amelyet már cseh állampolgárok is megkaphattak. Öt fokozatból áll, a 4. és 5. fokozata rendjel, a 3. nyakban viselendő, a 2. szintén, de együtt jár vele a mellkasra tűzött csillag, az 1. fokozat pedig a nagykereszt. A kitüntetést a köztársasági elnök adományozza, aki egyben jogosult az 1. fokozat jelvényeinek viselésére, beleértve az aranyláncot is. Hivatalának elhagyása után a parlament döntése alapján élethosszig megtarthatja őket.

## Szalagsávok
| A Fehér Oroszlán-rend szalagsávjai | A Fehér Oroszlán-rend szalagsávjai              | A Fehér Oroszlán-rend szalagsávjai                 | A Fehér Oroszlán-rend szalagsávjai | A Fehér Oroszlán-rend szalagsávjai |
|                                    | Csehszlovák Szocialista Köztársaság (1961–1990) | Cseh és Szlovák Szövetségi Köztársaság (1990–1992) | Cseh Köztársaság (1994-)           |                                    |
| ---------------------------------- | ----------------------------------------------- | -------------------------------------------------- | ---------------------------------- | ---------------------------------- |
| I. fokozat                         |                                                 |                                                    |                                    |                                    |
| II. fokozat                        |                                                 |                                                    |                                    |                                    |
| III. fokozat                       |                                                 |                                                    |                                    |                                    |
| IV. fokozat                        | -                                               |                                                    |                                    |                                    |
| V. fokozat                         | -                                               |                                                    |                                    |                                    |

## Fordítás
- Ez a szócikk részben vagy egészben  az   Order of the White Lion című angol Wikipédia-szócikk ezen változatának fordításán alapul.  Az eredeti cikk szerkesztőit annak laptörténete sorolja fel. Ez a jelzés csupán a megfogalmazás eredetét és a szerzői jogokat jelzi, nem szolgál a cikkben szereplő információk forrásmegjelöléseként.